# Ares tempel i Aten
Ares tempel i Aten var ett tempel i det antika Aten i Grekland, tillägnat Ares. 
Templet grundades på 400-talet f.Kr. Det var ett doriskt tempel av ungefär samma storlek och arkitektur som Hefaistos tempel i Aten. 
Pausanias beskrev templet under 100-talet. Han uppgav att det, förutom en staty av Ares skulpterad av Alkmenes, även innehöll två statyer av Afrodite och en av Enyo, och att statyer av Herakles, Theseus, Apollon, Kalades och Pindaros stod runtomkring det. 
Templet stängdes under förföljelserna mot hedningarna vid kristendomens införande på 300-talet och inte mycket finns kvar.